# 法莉達·賈勒爾
法莉達·賈勒爾（英語：Farida Jalal，1949年5月18日—）是印度女演員，主要作品均是寶萊塢電影。她曾獲印度電影觀眾獎的最佳影評人女演員奖项及三次贏得最佳女配角殊榮。
1990年代至千禧年代，她主要扮演主角母親的角色，其中她最為人所知的電影包括《愛情的證明》（1998）及《有時歡笑有時涙》（2001）等。

## 外部連結
- 法莉達·賈勒爾在互联网电影资料库（IMDb）上的資料（英文）